# TSX-5
TSX-5 (Tri-Service Experiment) war ein US-amerikanischer Technologieerprobungssatellit.

## Ausstattung
Für Entwurf, Fertigung und Integration des Satelliten war die Firma Orbital ATK verantwortlich. TSX-5 war mit zwei Experimenten ausgestattet:
- Dem „Space Test Research Vehicle 2“ (STRV-2), um mit der Laserkommunikation zwischen Raumfahrzeugen zu experimentieren, die von der „Ballistic Missile Defense Organisation (BMDO)“ gesponsert wurden.
- Dem „Compact Environmental Anomaly Sensor“ (CEASE), gesponsert von der USAF Research Laboratory (AFRL).

TSX-5 wurde von Solarzellen und Batterien mit Energie versorgt. Er war 250 kg schwer.

## Missionsverlauf
TSX-5 wurde am 7. Juni 2000 mit einer Pegasus-XL-Rakete, die unter einem Lockheed L-1011-Flugzeug von Orbital ATK angebracht war, von der Vandenberg Air Force Base gestartet. Der Abwurfpunkt befand sich etwa 80 km westlich der Vandenberg AFB. Nach den ersten Tests durch Orbital ATK konnte der Satellit früher als erwartet an den Betreiber übergeben werden.
Ende Juli 2006 wurde der Satellit außer Betrieb genommen. Die Bodenstation befand sich auf der Kirtland Air Force Base in New Mexico.